# Honda Shadow Sabre
La Honda Shadow Sabre (VT1100C2) es una motocicleta tipo  crucero, fabricada por Honda que es parte de la familia de motocicletas Honda Shadow. Fue introducida en el año 2000 reemplazando a la Shadow A.C.E. Fue retirada del mercado después del modelo 2007. La nombre Sabre fue vuelto a usar para la línea de motocicletas tipo Custom Honda VT1300C.
La Shadow Sabre fue, al momento de su introducción, la hot rod (o en jerga motera la street rod) de la línea de cruceras de Honda. Y como tal tenía una relación de engranes más baja que las otras Shadows, para una mayor aceleración en el arranque, al mismo tiempo que retenía el mismo motor que las otras. La Sabre, como los otros modelos de 1,100 cc eran hechas en la planta de motocicletas Marysville en Ohio, para los mercados de EE. UU. y para exportación.